# Govert Nooteboom
Govert Nooteboom (Den Haag, 29 november 1930 – Sassenheim, 2 januari 2012) was een Nederlands politicus.
Hij studeerde organische chemie aan de Rijksuniversiteit Leiden en volgde de opleiding radiochemie en reactorkunde in Amsterdam en het Noorse Kjeller.  
Nooteboom was een scheikundige in de fractie van D'66 in de Tweede Kamer der Staten-Generaal in de periodes 1971-1972 en 1974-1976. In 1976 verliet hij uit onvrede over de fractiediscipline zijn partij. Als groep-Nooteboom bleef hij tot 1977 in de Kamer. Hij werkte voor hij in de Kamer kwam bij het Reactor Centrum Nederland en nam een ander standpunt over kernenergie in dan zijn partij. Nooteboom wilde in 1976 bovendien afkeuren dat de levering van reactorvaten aan Zuid-Afrika niet door zou gaan. Hij deed in 1977 zonder succes mee aan de verkiezingen met de partij Democratisch Actie Centrum (DAC).
- Biografisch Portaal: 20542077
- Parlement.com: vg09llihmis1